# Бенчо Обрешков
Бенчо Обрешков (болг. Бенчо Обрешков; 27 квітня 1899, Карнобат, Бургаської області, Болгарія — 8 квітня 1970, Софія, Болгарія) — болгарський жанровий живописець, портретист, графік, один з найбільших художників Болгарії міжвоєнного часу. 
Обрешков розвивався як художник в лоні двох потужних європейських шкіл живопису в епоху після Першої світової війни, — французької, з її пізнім фовізмом, сюрреалізмом, що тільки зароджувався, і споглядальної неоклассики; а з іншого боку — німецької, де нова речевість співіснувала з експресіонізмом і Баугаузом.  Місцевій, болгарській живописній традиції Обрешков, що багато побачив і переосмислив у Західній Європі, намагався прищепити смак до рафінованої витонченості паризької школи. 

## Біографія
Бенчо Йорданов Обрешков народився 27 квітня 1899 в Карнобаті Бургаської області, на сході Болгарії, в 100 км від узбережжя Чорного моря. 

### Молодість
Його світогляд протягом довгого і непростого шляху навчання професії живописця сформувався під впливом декількох різноспрямованих художніх систем. Між 1918 і 1920 рр. він навчався в Софійській Академії мистецтв, де його педагогами були переконаний реаліст Петко Клісуров (болг.)  (1865—1933) і  вихованець Мюнхенської академії мистецтв, професор Іван Ангелов, що тяжів до естетики модерну. 
У 1926 році закінчив Академію мистецтв у Дрездені за фахом живопис, навчаючись в класі професора Оскара Кокошки і Отто Дікса. У Парижі спеціалізується як скульптор у знаменитого Антуана Бурделя; бере участь в паризьких виставках у 1925 — 1927 роках. Повертається до Болгарії у 1927. 
На батьківщині Бенчо Обрешков стає одним з лідерів групи новаторів у болгарському живописі, що сформувалася протягом 30-х років XX століття. Він брав участь в русі «Рідне мистецтво» (болг.)  (1925), був членом «Товариства нових художників» (болг.)  (1931), а пізніше — його головою (1937). 

### Війна
У 1 944 -м, коли Софія зазнала численних руйнівних бомбардувань. Бомби зрівняли із землею багатоквартирний будинок на Бульварі Євлогія Георгієва, 98 (цей бульвар зараз називають «бузковою вулицею»). У тому будинку жив із родиною і утримував у ньому власну студію Бенчо Обрешков. Родина дивом врятувалася, заховавшись у підвалі. Але 350 живописних робіт художника, родинний архів, особисті фотографії, велика бібліотека зарубіжних ілюстрованих книг, — все було знищене  . 

### Післявоєнні роки
У 1946, після встановлення радянськими військами окупаційного комуністичного режиму в Болгарії, Бенч Обрешков, у складі цілої групи відомих художників був оголошений новою владою «формалістом». А у 1956, після публікації інтерв'ю польському журналісту Анджею Богуславському, Обрешкова на 3 роки виключили зі Спілки художників Болгарії (болг.)
Обрешков був художником-постановником фільму «Хитър Петър» (1960)  . 
У (1966) художник удостоєний звання Заслужений художник Болгарії; нагороджений орденами Кирила і Мефодія II ступеня (1963). Між 1969 і 1970 рр. він — голова Творчого фонду СХ. 

## Зображення в мережі
- Дама в білому капелюшку, 1937 [Архівовано 10 червня 2015 у Wayback Machine.]  [Архівовано 10 червня 2015 у Wayback Machine.] Полотно, олія 91 × 72 см. Національна художня галерея, (Софія)
- Пляж, 1947 [Архівовано 4 березня 2016 у Wayback Machine.]  [Архівовано 4 березня 2016 у Wayback Machine.] Полотно, олія
- Балчик, 1948 [Архівовано 1 червня 2016 у Wayback Machine.]  [Архівовано 1 червня 2016 у Wayback Machine.] Полотно, олія 54 × 67 см.
- Причал, 1948 [Архівовано 30 травня 2016 у Wayback Machine.]  [Архівовано 30 травня 2016 у Wayback Machine.] Полотно, олія 79 × 88 см.
- Натюрморт, 1950-ті роки [Архівовано 5 березня 2016 у Wayback Machine.]  [Архівовано 5 березня 2016 у Wayback Machine.] Полотно, олія 53 × 47 см.
- На терасі, 1961 [Архівовано 17 жовтня 2015 у Wayback Machine.]  [Архівовано 17 жовтня 2015 у Wayback Machine.] Полотно, олія 38 × 46 см.
- Жінка з півнем, 1962 [Архівовано 5 березня 2016 у Wayback Machine.]  [Архівовано 5 березня 2016 у Wayback Machine.] Полотно, олія 65 × 54 см.
- 10 картин [Архівовано 30 жовтня 2016 у Wayback Machine.]  [Архівовано 30 жовтня 2016 у Wayback Machine.]